# Andreas Zeier Cappelen
Andreas Zeier Cappelen (Vang, 31 de enero de 1915 – Stavanger, 2 de septiembre de 2008) fue un jurista y político noruego, perteneciente al Partido Laborista. 
Como político, ocupó diferentes carteras en diferentes gabinetes de Noruega. Fue Ministros del Gobierno Local entre 1958–1963 en el tercer gabinete de Einar Gerhardsen, Ministro de Finanzas en 1963 y entre 1963, Ministro de Asuntos Exteriores en el gabinete de Trygve Bratteli en 1971–1972 y Ministro de Justicia en el gobierno de Odvar Nordli entre 1979 y 1980.
Fue elegido como diputado en el Parlamento Noruego por Rogaland entre 1961 y 1965. A nivel local, fue miembro del consejo municipal de Stavanger en los períodos 1945-1947, 1951-1957, 1967-1971 y 1983-1987, sirviendo como teniente de alcalde brevemente en 1953. También fue miembro del consejo del condado de Rogaland de 1966 a 1969.